# Ophiorrhiza mycetiifolia
Ophiorrhiza mycetiifolia är en måreväxtart som beskrevs av Hsien Shui Lo. Ophiorrhiza mycetiifolia ingår i släktet Ophiorrhiza och familjen måreväxter. Inga underarter finns listade i Catalogue of Life.